# Schenkendöbern
Schenkendöbern (dolnołuż. Derbno, pol. hist. Dobrzyńsko) – gmina w Niemczech, w kraju związkowym Brandenburgia, w powiecie Spree-Neiße.

## Współpraca
Miejscowość partnerska:
- Ruppichteroth, Nadrenia Północna-Westfalia